# Are there any more real cowboys?
Are there any more real cowboys? is een lied dat werd geschreven door Neil Young. In een duet met Willie Nelson bracht hij het in 1985 uit op een single met op de B-kant het nummer I'm a memory dat door Nelson werd gezongen. De single belandde op nummer 37 van de Canadese hitlijst voor countrymuziek.
Daarnaast bracht Young het dat jaar uit op zijn album Old ways; van Nelson verscheen het op het album Half Nelson dat geheel uit duetten bestaat. Lewis Niderman & Band bracht in 2013 een cover uit op hun album Poor cajun boy.
Het nummer gaat over het lot van de cowboy in de huidige tijd. In het lied wordt bezongen dat dat de boer is die bidt voor meer regen, omdat hij weet dat hij daarmee meer inkomsten heeft. Deze zet hij tegenover de moderne cowboy die hij niet bedoelt en die cocaïne snuift. De echte cowboy koopt kleding voor zijn verdiende geld, in plaats van diamanten sieraden.